# Hans Toft-Hansen
Hans Toft-Hansen (født 3. juni 1888 i Skive, død 27. juni 1970 i Skive) var en dansk arkitekt.
Han blev optaget i Akademisk Arkitektforening, til trods for at han ikke var uddannet ved Kunstakademiets Arkitektskole.
Han har tegnet flere jernbanestationer: Balling Station, Brodal Station, Brøndum Station, Hem Station, Ramsing Station, Spøttrup (Rødding) Station og Vejbyvad Station.